# Daniel Joachim Christian Teßmann
Daniel Joachim Christian Teßmann (* 27. März 1803 in Kemnitzerhagen; † 19. Januar 1886 in Greifswald) war ein deutscher Jurist und Bürgermeister von Greifswald.

## Leben
Daniel Joachim Christian Teßmann besuchte die Greifswalder Stadtschule und gehörte 1821 zu den ersten Schülern, die nach deren Umwandlung in ein Gymnasium das Abitur ablegten.  Er studierte Rechtswissenschaften und wurde 1821 Mitglied der Burschenschaft Arminia/Allgemeinheit Greifswald. Er wurde 1830 zum Dr. iur. promoviert. Im selben Jahr ließ er sich als Rechtsanwalt und Notar in Greifswald nieder. 1832 wurde er Vorsitzender des Bürgerschaftlichen Kollegiums und Direktor des Stadtgerichtes. 1850 wurde ihm der Titel Kreisgerichtsrat verliehen. 1852 wurde er städtischer Syndikus von Greifswald. Von 1858 bis 1878 war er Erster Bürgermeister der Stadt. 1872 wurde er zum Geheimen Regierungsrat ernannt. 1861 wurde er Mitglied des Preußischen Herrenhauses als Vertreter für die Stadt Greifswald. 1878 wurde er zum Mitglied des Herrenhauses aus Allerhöchstem Vertrauen ernannt.